# Шаумбергер, Генрих
Генрих Шаумбергер (нем. Heinrich Schaumberger; 15 декабря 1843, Нойштадт-бай-Кобург, Королевство Бавария — 16 марта 1876, Давос, Швейцария) — немецкий прозаик и педагог.

## Биография
Сын сельского школьного учителя и кантора. В 1848 году его отец был переведен в Верхнюю Франконию. В связи с ранней смертью матери в 1853 году, до 16-летнего возраста жил в имении бабушки и дедушки.
В 1861 году поступил в педагогический колледж в Кобурге. С 1864 года — учительствовал.
Из-за тяжёлого заболевания лёгких оставил работу, долго лечился на курортах Швейцарии. Скончался от болезни в Давосе в возрасте 30 лет.

## Творчество
Литературное творчество Г. Шаумбергера определялось жителями и пейзажами Верхней Франконии. Реалистичные описания окружающей среды, вплоть до мельчайших деталей, влияние фольклора и популярных народных сказок сделали его популярным франконским писателем. Его глубокое знание социального положения жителей его родины и соседней Тюрингии сделали работы писателя подлинным свидетельством того времени. Большинство произведений, однако, были напечатаны только после его смерти.
Автор деревенских рассказов, в которых он, сам крестьянин по происхождению, правдиво и с большой простотой описывает хорошо знакомый ему быт.

## Избранные произведения
- Im Hirtenhaus, 1876
- Glückliches Unglück, 1876
- Vater und Sohn, 1876
- Bergheimer Musikanten-Geschichten, 1876
- Fritz Reinhardt, роман, 1876
- Zu spät, 1876

В романе «Fritz Reinhardt» (3 изд., 1881) Г. Шаумбергер рассказывает историю своего самообразования.
Собрание его сочинений издано в Брауншвейге в 1875—1876 гг. и позже.

## Память
В г. Рёденталь создан мемориально-литературный музей Г. Шаумбергера.